# Attenuata regis
Attenuata regis är en snäckart som först beskrevs av Powell 1940.  Attenuata regis ingår i släktet Attenuata och familjen Rissoidae. Inga underarter finns listade i Catalogue of Life.